# 21.ª etapa de la Vuelta a España 2019
La 21.ª etapa de la Vuelta a España 2019 tuvo lugar el 15 de septiembre de 2019 entre Fuenlabrada y Madrid sobre un recorrido de 106,6 km y fue ganada al sprint por el neerlandés Fabio Jakobsen del Deceuninck-Quick Step. El esloveno Primož Roglič mantuvo el maillot rojo proclamándose así vencedor de la edición.

## Clasificación de la etapa
| \| Clasificación de la etapa \| Clasificación de la etapa \| Clasificación de la etapa \| Clasificación de la etapa \| Clasificación de la etapa \| \| Ciclista \| Ciclista \| Equipo \| Tiempo \| \| \| ------------------------- \| ------------------------- \| ------------------------- \| ------------------------- \| ------------------------- \| \| 1.º \| Fabio Jakobsen \| Deceuninck-Quick Step \| 2 h 48 min 20 s \| \| \| 2.º \| Sam Bennett \| Bora-Hansgrohe \| + 0 s \| \| \| 3.º \| Szymon Sajnok \| CCC Team \| + 0 s \| \| \| 4.º \| Jon Aberasturi \| Caja Rural-Seguros RGA \| + 0 s \| \| \| 5.º \| Edvald Boasson Hagen \| Dimension Data \| + 0 s \| \| \| 6.º \| Edward Theuns \| Trek-Segafredo \| + 0 s \| \| \| 7.º \| Tosh Van der Sande \| Lotto-Soudal \| + 0 s \| \| \| 8.º \| Clément Venturini \| AG2R La Mondiale \| + 0 s \| \| \| 9.º \| Marc Sarreau \| Groupama-FDJ \| + 0 s \| \| \| 10.º \| Dion Smith \| Mitchelton-Scott \| + 0 s \| \| |                      |                        |                 |
| |                      |                        |                 |
| Fuente: ProCyclingStats |                      |                        |                 |
| Clasificación de la etapa |                      |                        |                 |
| Ciclista | Ciclista             | Equipo                 | Tiempo          |
| 1.º | Fabio Jakobsen       | Deceuninck-Quick Step  | 2 h 48 min 20 s |
| 2.º | Sam Bennett          | Bora-Hansgrohe         | + 0 s           |
| 3.º | Szymon Sajnok        | CCC Team               | + 0 s           |
| 4.º | Jon Aberasturi       | Caja Rural-Seguros RGA | + 0 s           |
| 5.º | Edvald Boasson Hagen | Dimension Data         | + 0 s           |
| 6.º | Edward Theuns        | Trek-Segafredo         | + 0 s           |
| 7.º | Tosh Van der Sande   | Lotto-Soudal           | + 0 s           |
| 8.º | Clément Venturini    | AG2R La Mondiale       | + 0 s           |
| 9.º | Marc Sarreau         | Groupama-FDJ           | + 0 s           |
| 10.º | Dion Smith           | Mitchelton-Scott       | + 0 s           |

## Clasificaciones al final de la etapa

### Clasificación general
| \| Clasificación general \| Clasificación general \| Clasificación general \| Clasificación general \| Clasificación general \| \| Ciclista \| Ciclista \| Equipo \| Tiempo \| \| \| --------------------- \| --------------------- \| --------------------- \| --------------------- \| --------------------- \| \| 1.º \| Primož Roglič \| Team Jumbo-Visma \| 83 h 07 min 31 s \| \| \| 2.º \| Alejandro Valverde \| Movistar Team \| + 2 min 16 s \| \| \| 3.º \| Tadej Pogačar \| UAE Team Emirates \| + 2 min 38 s \| \| \| 4.º \| Nairo Quintana \| Movistar Team \| + 3 min 29 s \| \| \| 5.º \| Miguel Ángel López \| Astana \| + 4 min 31 s \| \| \| 6.º \| Rafał Majka \| Bora-Hansgrohe \| + 7 min 16 s \| \| \| 7.º \| Wilco Kelderman \| Team Sunweb \| + 9 min 47 s \| \| \| 8.º \| Carl Fredrik Hagen \| Lotto-Soudal \| + 12 min 54 s \| \| \| 9.º \| Marc Soler \| Movistar Team \| + 22 min 10 s \| \| \| 10.º \| Mikel Nieve \| Mitchelton-Scott \| + 22 min 17 s \| \| |                    |                   |                  |
| |                    |                   |                  |
| Fuente: ProCyclingStats |                    |                   |                  |
| Clasificación general |                    |                   |                  |
| Ciclista | Ciclista           | Equipo            | Tiempo           |
| 1.º | Primož Roglič      | Team Jumbo-Visma  | 83 h 07 min 31 s |
| 2.º | Alejandro Valverde | Movistar Team     | + 2 min 16 s     |
| 3.º | Tadej Pogačar      | UAE Team Emirates | + 2 min 38 s     |
| 4.º | Nairo Quintana     | Movistar Team     | + 3 min 29 s     |
| 5.º | Miguel Ángel López | Astana            | + 4 min 31 s     |
| 6.º | Rafał Majka        | Bora-Hansgrohe    | + 7 min 16 s     |
| 7.º | Wilco Kelderman    | Team Sunweb       | + 9 min 47 s     |
| 8.º | Carl Fredrik Hagen | Lotto-Soudal      | + 12 min 54 s    |
| 9.º | Marc Soler         | Movistar Team     | + 22 min 10 s    |
| 10.º | Mikel Nieve        | Mitchelton-Scott  | + 22 min 17 s    |

### Clasificación por puntos
| Clasificación por puntos | Clasificación por puntos | Clasificación por puntos | Clasificación por puntos | Clasificación por puntos |
| Ciclista                 | Ciclista                 | Equipo                   | Puntos                   |                          |
| ------------------------ | ------------------------ | ------------------------ | ------------------------ | ------------------------ |
| 1.º                      | Primož Roglič            | Team Jumbo-Visma         | 155 pts                  |                          |
| 2.º                      | Tadej Pogačar            | UAE Team Emirates        | 136 pts                  |                          |
| 3.º                      | Sam Bennett              | Bora-Hansgrohe           | 134 pts                  |                          |
| 4.º                      | Alejandro Valverde       | Movistar Team            | 132 pts                  |                          |
| 5.º                      | Nairo Quintana           | Movistar Team            | 100 pts                  |                          |
| 6.º                      | Miguel Ángel López       | Astana                   | 76 pts                   |                          |
| 7.º                      | Philippe Gilbert         | Deceuninck-Quick Step    | 73 pts                   |                          |
| 8.º                      | Dylan Teuns              | Bahrain-Merida           | 69 pts                   |                          |
| 9.º                      | Tosh Van der Sande       | Lotto-Soudal             | 63 pts                   |                          |
| 10.º                     | Sergio Higuita           | EF Education First       | 62 pts                   |                          |

### Clasificación de la montaña
| Clasificación de la montaña | Clasificación de la montaña | Clasificación de la montaña   | Clasificación de la montaña | Clasificación de la montaña |
| Ciclista                    | Ciclista                    | Equipo                        | Puntos                      |                             |
| --------------------------- | --------------------------- | ----------------------------- | --------------------------- | --------------------------- |
| 1.º                         | Geoffrey Bouchard           | AG2R La Mondiale              | 76 pts                      |                             |
| 2.º                         | Ángel Madrazo               | Burgos-BH                     | 44 pts                      |                             |
| 3.º                         | Sergio Samitier             | Euskadi Basque Country-Murias | 42 pts                      |                             |
| 4.º                         | Tadej Pogačar               | UAE Team Emirates             | 38 pts                      |                             |
| 5.º                         | Tao Geoghegan Hart          | Team Ineos                    | 35 pts                      |                             |
| 6.º                         | Wout Poels                  | Team Ineos                    | 31 pts                      |                             |
| 7.º                         | Alejandro Valverde          | Movistar Team                 | 29 pts                      |                             |
| 8.º                         | Sergio Luis Henao           | UAE Team Emirates             | 27 pts                      |                             |
| 9.º                         | Jakob Fuglsang              | Astana                        | 24 pts                      |                             |
| 10.º                        | Mikel Bizkarra              | Euskadi Basque Country-Murias | 22 pts                      |                             |

### Clasificación de los jóvenes
| Clasificación del mejor joven | Clasificación del mejor joven | Clasificación del mejor joven | Clasificación del mejor joven | Clasificación del mejor joven |
| Ciclista                      | Ciclista                      | Equipo                        | Tiempo                        |                               |
| ----------------------------- | ----------------------------- | ----------------------------- | ----------------------------- | ----------------------------- |
| 1.º                           | Tadej Pogačar                 | UAE Team Emirates             | 83 h 10 min 09 s              |                               |
| 2.º                           | Miguel Ángel López            | Astana                        | + 1 min 53 s                  |                               |
| 3.º                           | James Knox                    | Deceuninck-Quick Step         | + 20 min 14 s                 |                               |
| 4.º                           | Sergio Higuita                | EF Education First            | + 29 min 39 s                 |                               |
| 5.º                           | Ruben Guerreiro               | Katusha-Alpecin               | + 39 min 27 s                 |                               |
| 6.º                           | Tao Geoghegan Hart            | Team Ineos                    | + 1 h 01 min 26 s             |                               |
| 7.º                           | Kilian Frankiny               | Groupama-FDJ                  | + 1 h 09 min 04 s             |                               |
| 8.º                           | Óscar Rodríguez Garaicoechea  | Euskadi Basque Country-Murias | + 1 h 10 min 36 s             |                               |
| 9.º                           | Ben O'Connor                  | Dimension Data                | + 1 h 23 min 15 s             |                               |
| 10.º                          | Sepp Kuss                     | Team Jumbo-Visma              | + 1 h 32 min 55 s             |                               |

### Clasificación por equipos
| Clasificación por equipos | Clasificación por equipos     | Clasificación por equipos | Clasificación por equipos |
| Equipo                    | Equipo                        | Tiempo                    |                           |
| ------------------------- | ----------------------------- | ------------------------- | ------------------------- |
| 1.º                       | Movistar Team                 | 248 h 26 min 24 s         |                           |
| 2.º                       | Astana                        | + 51 min 38 s             |                           |
| 3.º                       | Team Jumbo-Visma              | + 2 h 04 min 33 s         |                           |
| 4.º                       | Mitchelton-Scott              | + 2 h 26 min 47 s         |                           |
| 5.º                       | AG2R La Mondiale              | + 3 h 14 min 43 s         |                           |
| 6.º                       | Team Sunweb                   | + 3 h 20 min 18 s         |                           |
| 7.º                       | Euskadi Basque Country-Murias | + 3 h 39 min 09 s         |                           |
| 8.º                       | Bahrain-Merida                | + 3 h 45 min 14 s         |                           |
| 9.º                       | Dimension Data                | + 3 h 56 min 09 s         |                           |
| 10.º                      | Ineos                         | + 4 h 01 min 02 s         |                           |

## Abandonos
Ninguno.